# Cirilo Serna
Gral. Cirilo Serna fue un militar mexicano que participó en la Revolución mexicana. Fue general de las fuerzas zapatistas incorporado a la división del general Everardo González. Fue capturado por fuerzas carrancistas cuando éste cuidaba la plaza de Santa Ana Clacotelco ya que Crisanto Quintero Encarnación, antiguo zapatista, fue su guía y traicionándolo lo llevó con las fuerzas enemigas. Al principio fueron fusilados sus tres capitanes, José Saldívar, David López y Marcelino Pérez. Serna fue llevado a Tierra Blanca y ahí fue interrogado por segunda vez. Murió el 30 de mayo de 1918 al no querer negociar con fuerzas carrancistas en el punto de Tierra Blanca. 